# Винтенцы (Зеньковский район)
Винтенцы (укр. Вінтенці) — село Поповского сельского совета, Зеньковский район, Полтавская область, Украина.
Население по переписи 2001 года составляло 23 человека.

## Географическое положение
Село Винтенцы находится между сёлами Бухаловка и Киряково (0,5 км). По селу протекает пересыхающий ручей с запрудой.

## История
На хуторе Винтенцева Балка (Мороховцев) в 1911 году проживало 60 мужского и 67 женского пола.
В 1941 году называлось Винтеци.